# Schloss Meidling

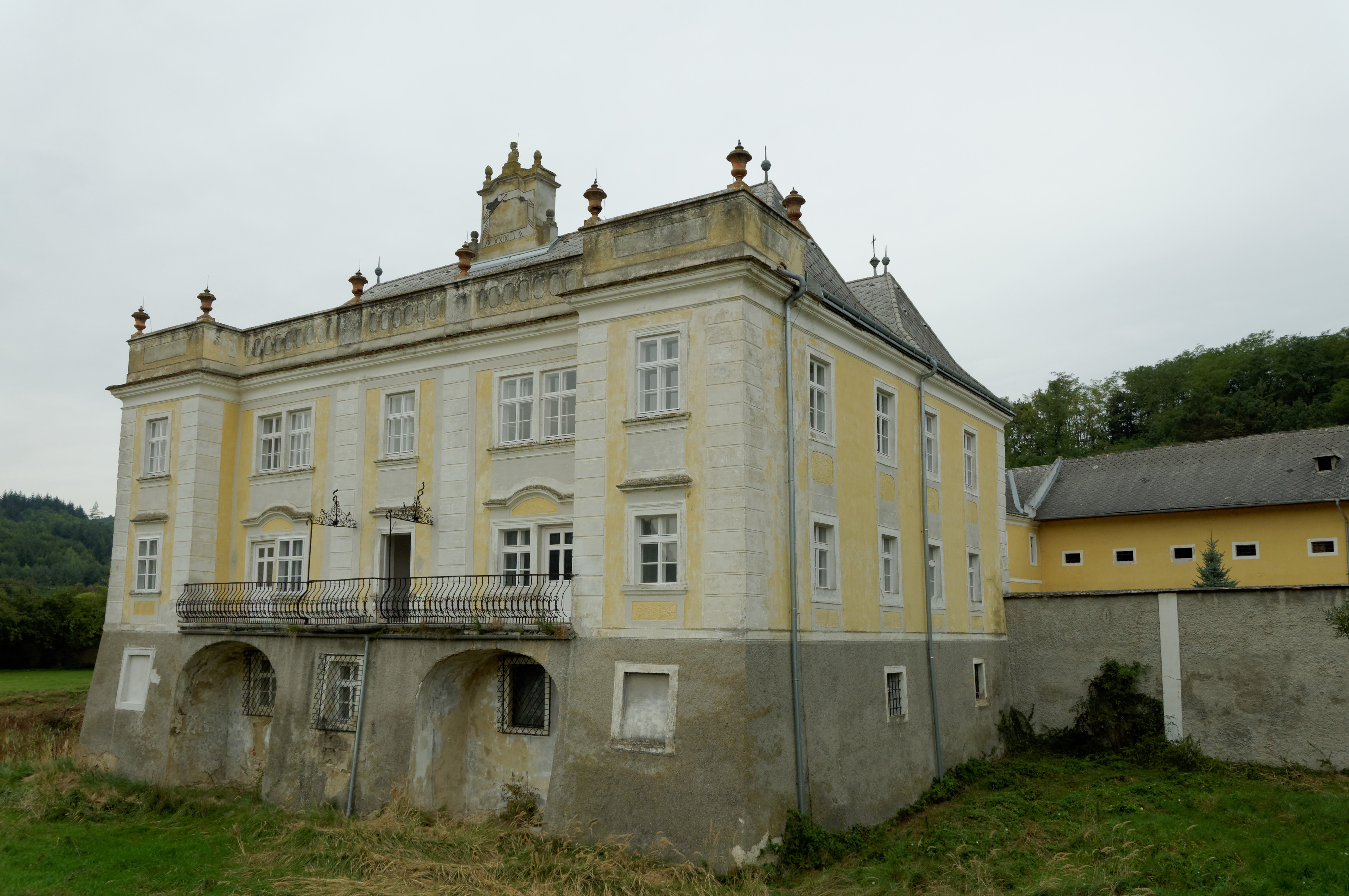
Schloss Meidling

Schloss Meidling (auch Schloss Meidling im Thale) befindet sich in Meidling in der Gemeinde Paudorf in Niederösterreich. Es wurde mehrfach umgestaltet und unterschiedlich genutzt. Seit 2011 ist die Anlage in Privatbesitz.

## Geschichte
Das Schloss wurde erstmals im Jahr 1182 erwähnt und gehörte ursprünglich zur Erzdiözese Salzburg. Nach zahlreichen Besitzerwechseln im 15. und 16. Jahrhundert verfiel die Anlage.
1715 erwarb Johann Karl Jakob von Kuefstein den Besitz. Er begann Tauschverhandlungen mit dem Göttweiger Abt Gottfried Bessel, der das Schloss als Sommersitz für die Göttweiger Äbte neu errichten ließ und daneben auf dem Gelände einen Gutsbetrieb schuf. Aus dieser Zeit stammt der heute nur mehr in Resten vorhandene Barockgarten.
1888 wurde das Schloss renoviert. Neben dem Gutsbetrieb wurden einige Mietparteien aufgenommen.
1968 wurde die gesamte Anlage vom Justizministerium gekauft und der landwirtschaftliche Betrieb samt Schweinezucht für die Strafgefangenen der Justizanstalt Stein geführt.
Im Jahr 2011 erwarb Eduardo Pallavicini den Gesamtkomplex und führte ihn wieder einer repräsentativen Nutzung zu. Seit 2019 ist Patrick Lundwall Eigentümer des Schlosses.

## Gebäude
Von der Vorgängerburg ist nichts erhalten. Das heutige Schloss hat vier Höfe. Durch ein barockes Portal mit Stuckvasen vom Beginn des 18. Jahrhunderts gelangt man in den ersten Vorhof, der von der 16-achsigen Südwestfront des Hauptgebäudes abgeschlossen wird.
Der anschließende große Schlosshof hat eine gemalte Sonnenuhr mit der Jahreszahl 1717.
Der Südosttrakt bildet die Schauseite des Schlosses. Ihr fünfachsiger Mittelteil hat einachsige gequaderte Eckrisalite, die Obergeschoße sind durch ebenfalls gequaderte Lisenen und Stucktafeln gegliedert.
Auf dem geböschten Sockelgeschoß liegt eine breite Terrasse mit einem Schmiedeeisengitter aus dem 18. Jahrhundert.
Vor dem doppelten Walmdach ist an der Schauseite eine mit Vasen geschmückte Attika angeordnet. Der hohe Schornstein ist mit einer stuckierten männlichen Büste, einer Sonnenuhr und aufgesetzten Pinienzapfen geschmückt.
Die tonnengewölbte Kapelle liegt im Erdgeschoß des Haupttraktes. Ihr bemalter Holzaltar zeigt das Wappen des Abtes Gottfried von Bessel.
Im Osten schließen mehrere Wirtschaftsbauten an, die zum Teil geschwungene Volutengiebel tragen.